# Roger Gyselinck
Roger Gyselinck (Wetteren, 17 de septiembre de 1920 – Wetteren, 5 de enero de 2002) fue un ciclista belga, que fue profesional entre 1941 y 1954. Su victoria más importando fue la Vuelta en Alemania de 1950.

## Palmarés
- 1938
  - 1º en el Gran Premio Stad Sint-Niklaas
- 1942
  - 1º en Aalst
- 1946
  - 1º en Erembodegem-Terjoden
  - 1º en Mere
- 1948
  - 1º en Nieuwerkerken Limburg
  - 1º en Sleidinge
  - 1º en el Critèrium de Zingem
  - 1º en Nieuwerkerken Aalst
- 1949
  - 1º en Handzame
- 1950
  - 1º en la Vuelta en Alemania y vencedor de 3 etapas
- 1952
  - 1º en Ronse
- 1953
  - 1º en Temse

### Resultados al Tour de Francia
- 1947. 43.º de la clasificación general